# Olaszliszka
Olaszliszka ist eine ungarische Gemeinde im Kreis Sárospatak im Komitat Borsod-Abaúj-Zemplén.

## Geografische Lage
Olaszliszka liegt in Nordungarn, 57 Kilometer vom Komitatssitz Miskolc entfernt, am rechten Ufer des Flusses Bodrog. Nachbargemeinden sind Szegilong und Vámosújfalu. Die nächste Stadt Sárospatak liegt gut zehn Kilometer nordöstlich von Olaszliszka.

## Sehenswürdigkeiten
In Olaszliszka wurden die Reste der ehemaligen Synagoge zu einer Gedenkstätte umgewandelt.

## Galerie

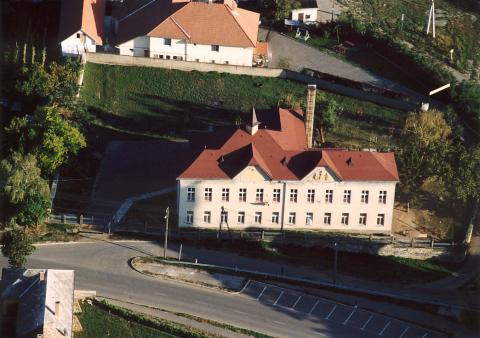
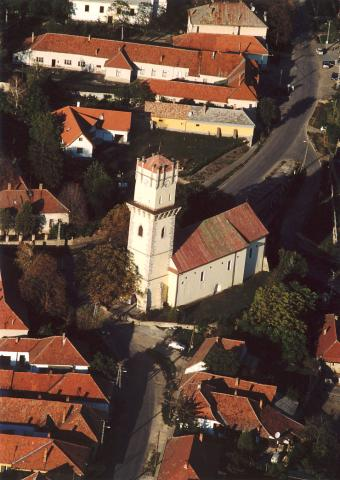
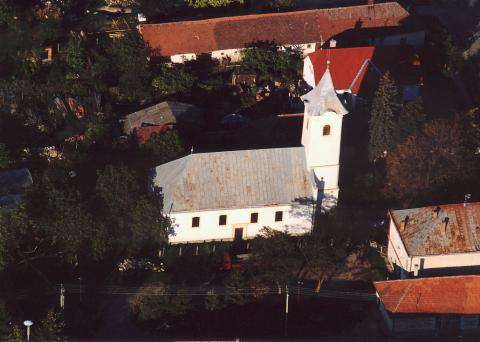